# Perhaps Maybe
Perhaps Maybe je drugi studijski album skupine Dandelion Children. Izdan je bil leta 2008 v samozaložbi.

## Seznam pesmi
Vse pesmi je napisala skupina Dandelion Children.
| Št.             | Naslov                            | Dolžina |
| --------------- | --------------------------------- | ------- |
| 1.              | „Some Truth to It‟                | 2:16    |
| 2.              | „Broken String‟                   | 2:56    |
| 3.              | „At It‟                           | 3:05    |
| 4.              | „Enshrined (The Tale)‟            | 2:10    |
| 5.              | „What Exists Today‟               | 2:52    |
| 6.              | „Jamien Tune‟                     | 2:35    |
| 7.              | „Sceptic Wipeout‟                 | 4:30    |
| 8.              | „In the Wake of It All‟           | 3:42    |
| 9.              | „I'm Going Extinct‟               | 3:07    |
| 10.             | „Soulhealing‟                     | 3:09    |
| 11.             | „Polka C‟                         | 0:59    |
| 12.             | „Precautionary Forget‟            | 2:01    |
| 13.             | „If You Want Me To‟               | 2:19    |
| 14.             | „Story of a Man Who Had No Dream‟ | 4:25    |
| 15.             | „Waltz C‟                         | 0:47    |
| 16.             | „Overload‟                        | 4:15    |
| Skupna dolžina: | Skupna dolžina:                   | 44:52   |

## Osebje
Dandelion Children
- Jure Kremenšek – kitara, bas, vokal
- Katja Kremenšek – bobni
- Anže Črnak – bas kitara, spremljevalni vokal, kitara